# Tom Abbs
Tom Abbs (1972) es un cineasta y multiinstrumentista estadounidense. Trabaja principalmente en jazz, free jazz e improvisación libre, y toca el contrabajo, la tuba, el violonchelo, el violín, el didgeridoo y la flauta de madera. 

## Carrera
Originario de Seattle, Washington, asistió al The New School y estudió con Reggie Workman, Buster Williams, Joe Chambers, Junior Mance, Arnie Lawrence, Chico Hamilton y Arthur Taylor. Comenzó su carrera en 1992.
Ha trabajado con Lawrence "Butch" Morris, Charles Gayle, Daniel Carter, Cooper-Moore, Steve Swell, Roy Campbell, Jr., Sabir Mateen, Ori Kaplan, Jemeel Moondoc, Assif Tsahar, Borah Bergman, Billy Bang, Andrew Lamb, y Warren Smith. Es miembro de Triptych Myth, Yuganaut y Transmitting. Además, lidera la banda Frequency Response. También ha colaborado con el pintor MP Landis.
Es fundador de la coalición artística Jump Arts, que presentó actuaciones y talleres en Nueva York de 1997 a 2002.
Fue director general de ESP-Disk entre 2007 y 2010 y fundó Northern Spy Records, con Adam Downey.

## Discografía

### Como líder
- Conscription (CIMP, 2003)
- Titration with Active Ingredients (Delmark, 2003)
- The Animated Adventures of Knox (482 Music, 2006)
- Live at the Marquise Dance Hall (Small Doses, 2008)
- Lost and Found (Engine Studios, 2009)

### Como acompañante
- Daniel Carter, The Perfect Blue (Not Two, 2010)
- Roscoe Mitchell, Four Ways (Nessa, 2017)